# Wereldkampioenschappen baanwielrennen 1992
De wereldkampioenschappen baanwielrennen 1992 werden van 29 augustus tot en met 2 september 1992 gehouden in het Palau Velódrom Lluís Puig in de Spaanse stad Valencia. Er stonden zes onderdelen op het programma, vijf voor mannen en een voor vrouwen.

## Medailles

### Mannen
| Onderdeel     | Goud | Goud           | Zilver | Zilver          | Brons | Brons            |
| ------------- | ---- | -------------- | ------ | --------------- | ----- | ---------------- |
| Sprint        | GER  | Michael Hübner | FRA    | Frédéric Magné  | BEL   | Erik Schoefs     |
| Achtervolging | USA  | Mike McCarthy  | GBR    | Shawn Wallace   | LTU   | Artūras Kasputis |
| Keirin        | GER  | Michael Hübner | AUS    | Stephen Pate    | FRA   | Frédéric Magné   |
| Puntenkoers   | SUI  | Bruno Risi     | LTU    | Jonas Romanovas | ARG   | Juan Curuchet    |
| Stayeren      | SUI  | Peter Steiger  | DEN    | Jens Veggerby   | ITA   | Antonio Fanelli  |

### Vrouwen
| Onderdeel   | Goud | Goud           | Zilver | Zilver       | Brons | Brons          |
| ----------- | ---- | -------------- | ------ | ------------ | ----- | -------------- |
| Puntenkoers | NED  | Ingrid Haringa | SUI    | Barbara Ganz | USA   | Janie Eickhoff |

### Medaillespiegel
| Plaats | Land                | Goud | Zilver | Brons | Totaal |
| 1      | Zwitserland         | 2    | 1      | 0     | 3      |
| 2      | Duitsland           | 2    | 0      | 0     | 2      |
| 3      | Verenigde Staten    | 1    | 0      | 1     | 2      |
| 4      | Nederland           | 1    | 0      | 0     | 1      |
| 5      | Frankrijk           | 0    | 1      | 1     | 2      |
| 5      | Litouwen            | 0    | 1      | 1     | 2      |
| 7      | Australië           | 0    | 1      | 0     | 1      |
| 7      | Denemarken          | 0    | 1      | 0     | 1      |
| 7      | Verenigd Koninkrijk | 0    | 1      | 0     | 1      |
| 10     | Argentinië          | 0    | 0      | 1     | 1      |
| 10     | België              | 0    | 0      | 1     | 1      |
| 10     | Italië              | 0    | 0      | 1     | 1      |
| Totaal | Totaal              | 6    | 6      | 6     | 18     |